# Festuca picturata
Festuca picturata (syn.  Festuca picta Kit. ex Schult.) — вид однодольних квіткових рослин з родини злакових (Poaceae).

## Опис
Багаторічна рослина. Стебла прямовисні, 25–40 см завдовжки; міжвузля дистально запушені. Листкові піхви трубчасті на більшій частині своєї довжини, гладкі, голі. Листковий язичок 0.5 мм завдовжки. Листкові пластини ниткоподібні, 0.4–0.6 мм ушир, жорсткі. Суцвіття — відкрита волоть, 4–7 см завдовжки; гілки волоті запушені. Колоски зі зменшеними суцвіттями на верхівці, довгасті, стиснуті з боків, 6.5–7.5 мм. Колоскові луски подібні, без кілів; нижня ланцетоподібна, 1-жилкова, верхівка загострена; верхня яйцеподібна, 3-жилкова, 3.4–3.9 мм, верхівка тупа чи гостра, 0.751 довжини сусідньої фертильної леми. Леми довгасті, середньо-зелені й пурпурові, 4.2–5.2 мм, без кіля; 5-жилкові, верхівка гостра, 1-остюкова, остюк 1.2–2 мм. Палея 2-жилкова. Верхівкові безплідні квітки, схожі на плодючі, але недорозвинені. 2n=14.

## Поширення
Поширення: Австрія, Болгарія, Словаччина, Польща, Румунія, Україна.
Населяє гірські луки, зарослі кручі, альпійські зони карликових сосен.
В Україні вид росте на луках, крутих схилах, кам'янистих гребенях, у смузі криволісся, субальпійському та альпійському поясах — у високогір'ях Карпат, досить часто.